# Rinoplastia
La rinoplastia (del griego ρινός rhinos, nariz, πλασσειν plassein, formar) es una intervención quirúrgica en la cual se resuelven principalmente los problemas estéticos de la nariz tales como la giba ósea, el hueso que sobresale  del dorso de la nariz a semejanza de una joroba, las desviaciones hacia la derecha o izquierda de la totalidad de la nariz y las malformaciones congénitas como las secuelas del labio y paladar hendido, como asimismo otros factores genéticos o adquiridos por traumatismos y enfermedades. Cuando se busca una solución a la nariz obstruida por tensión excesiva o desviación del septum o tabique nasal exclusivamente, nos estamos refiriendo a la septoplastia. Existen otras estructuras dentro de la nariz, cornetes y válvulas nasales o la propia mucosa inflamada entre otras, cuyas alteraciones congénitas o adquiridas pueden contribuir o ser la causa de la obstrucción. A pesar de que este último es un procedimiento diferente, ambas operaciones, rinoplastia y septoplastia pueden realizarse en el mismo acto operatorio en la mayoría de los casos. La cirugía que incluye ambos procedimientos se denomina septorrinoplastia o rinoplastia funcional.
Actualmente la rinoplastia busca devolver la armonía facial del paciente adaptando su nariz a la cara. Es decir que un resultado óptimo, generalmente, hace que la nariz siga los rasgos estructurales de la cara. Uno de los objetivos principales del cirujano es producir narices que luzcan como «no operadas».  
Tradicionalmente, quien realizaba la septoplastia era el otorrinolaringólogo y resolvía los problemas funcionales, mientras que la rinoplastia estética era realizada por el cirujano plástico o el cirujano maxilofacial. Durante la segunda mitad del XX, se comenzó a desarrollar el concepto de una cirugía integral de la nariz que atendiera tanto los problemas funcionales, reconstructivos y estéticos. En la actualidad, la rinología parte de la otorrinolaringología, es la especialidad médica que contempla la nariz y sus anexos desde todos los puntos de vista, mientras que la cirugía plástica atiende solo el aspecto estético y reconstructivo, requiriendo la participación de otros especialistas para resolver el mayor número de problemas nasales en una sola intervención quirúrgica. 
Desde la década de 1980, las técnicas han evolucionado mucho. La rinoplastia clásica o cerrada sigue siendo un procedimiento frecuente. Por otro parte, la rinoplastia abierta permite una exposición y visualización completa del esqueleto nasal. Como inconvenientes, deja una mínima cicatriz en la columela nasal y tiene un mayor edema postoperatorio. Esta se reserva para algunos casos en los que ya se ha intervenido la nariz previamente o en situaciones que requieren de una exposición amplia del esqueleto nasal. Algunos cirujanos prefieren esta técnica como primera opción. La elección de la técnica operatoria quedará sujeta a la experiencia del cirujano.
La rinoplastía secundaria es aquella que se realiza en pacientes que han tenido cirugía de nariz previa y deben someterse a una nueva intervención para resolver problemas que no se han resuelto en la primera cirugía, o complicaciones de la misma. También reciben el nombre de rinoplastía revisional.
La rinoplatia es la segunda cirugía estética más popular. En el año 2019, aproximadamente un 64% de las rinoplastias efectuadas a nivel mundial se realizaron en individuos con edades comprendidas entre los 19 y los 34 años y solo un 6% menores de 18.

## Tipos de rinoplastia
Existen dos tipos de procedimientos para realizar una rinoplastia:
- Rinoplastia cerrada: Suele ser la técnica más utilizada por los cirujanos y ofrece una gran ventaja: no existe cicatriz visible. Se accede a los cartílagos, tabique o la zona sobre la que se deba hacer algún tipo de acción mediante las fosas nasales, de esta forma la intervención se salda sin incisiones exteriores, y resulta mucho más cómodo a largo plazo para el paciente, el hecho de no verse con ninguna marca de la intervención. El cirujano tiene acceso a la mayoría de zonas problemáticas, de este modo, puede moldear la sección hasta lograr que la nariz tenga la forma deseada.

- Rinoplastia abierta: Es una intervención más laboriosa que la cerrada, y se basa en que el cirujano realiza una incisión en la zona media de la nariz, con el fin de dejar los huesos y cartílagos, más accesibles. Por regla general se recomienda para casos de pacientes más complicados, o segundas operaciones.
- La rinoplastia semiabierta es una técnica quirúrgica utilizada para mejorar la estética y la función de la nariz. A diferencia de la rinoplastia cerrada, donde todas las incisiones se realizan dentro de la nariz, en la rinoplastia semiabierta se realiza una pequeña incisión en la columela, la parte que separa las fosas nasales. Esta técnica ofrece al cirujano un mejor acceso a las estructuras internas de la nariz, lo que permite una mayor precisión en la corrección de deformidades y una mejor visualización durante el procedimiento. Además, la rinoplastia semiabierta suele ser preferida en casos más complejos donde se requiere una manipulación detallada de la punta nasal o la estructura cartilaginosa. Aunque implica una pequeña cicatriz externa que generalmente se desvanece con el tiempo, los resultados naturales y duraderos que ofrece hacen que sea una opción popular entre los pacientes que buscan mejorar la apariencia de su nariz. Es importante discutir con un cirujano plástico certificado las opciones de rinoplastia disponibles y cuál sería la más adecuada para cada caso específico.

Atendiendo a si es o no la primera intervención del paciente podemos hablar de rinoplastia primaria y secundaria. La rinoplastia secundaria o de revisión es una cirugía realizada para corregir los resultados insatisfactorios de una rinoplastia previa, ya sea por motivos estéticos o funcionales. Puede ser necesaria si el aspecto de la nariz no quedó como se esperaba, si persisten problemas respiratorios, o si la cicatrización produjo deformidades con el tiempo.
A diferencia de la rinoplastia primaria, la rinoplastia secundaria es más compleja porque trabaja sobre tejidos ya intervenidos, con cicatrices y estructuras alteradas. A menudo requiere el uso de injertos de cartílago para reconstruir o reforzar partes de la nariz, y se recomienda esperar al menos 12 meses desde la primera cirugía para permitir una completa cicatrización antes de valorar una intervención secundaria.

## Técnicas
Los cirujanos emplean diversas técnicas para poder entregar el resultado esperado. Estas son:
- Corrección de la raíz: la raíz es la parte superior de la nariz. Junto con el cartílago subyacente, pueden ser grandes y ocasionar un bulto o tener poca profundidad y causar una depresión. El cirujano puede rebajar cuidadosamente para eliminar las imperfecciones o agregar volumen empleando el mismo cartílago de la nariz del paciente, dando como resultado una nariz mucho más recta.
- Enderezamiento de la nariz: cuando la nariz está ligeramente torcida o sesgada, el cirujano puede solucionar la situación retirando un poco de hueso o cartílago. Suele usarse una férula para mantener la nariz con el menor movimiento posible mientras cicatriza.
- Reducción y rotación de punta: la rotación se refiere a la curva hacia arriba o abajo de la punta de la nariz. En el caso de que esta carezca de definición o sea muy fina, puede deberse a una falta de rotación adecuada. El cirujano reajustará la punta de la nariz mediante el uso de cartílago, prestando especial atención a la base.

## Consideraciones anatómicas
La anatomía nasal es bastante compleja. El paciente identifica la nariz simplemente como la pirámide del centro de la cara, la parte visible. Sin embargo, más allá de lo meramente evidente, la anatomía de la nariz incluye una cavidad tan profunda y amplia como la boca con interconexiones con muchos otros aparatos y sistemas. No obstante, para fines prácticos, la nariz externa se puede considerar como una estructura tridimensional de forma piramidal, constituida esencialmente por un esqueleto óseo y otro cartilaginoso. 
El esqueleto óseo o bóveda ósea está formado fundamentalmente por los huesos propios de la nariz en la parte superior, los cuales se encuentran articulados al hueso frontal superior, hueso nasal, e inferiormente a las apófisis ascendentes del maxilar superior. El esqueleto cartilaginoso está formado por los cartílagos laterales nasales, dos inferiores (también conocidos como cartílagos alares) y dos superiores. Otra estructura fundamental en el mantenimiento de la forma y función nasal es el septum o tabique nasal, el cual está formado por una parte ósea posterior y superior (formada por los huesos vómer y etmoides) y otra parte cartilaginosa anterior e inferior. 
Con base en los anteriores conceptos se puede dividir la pirámide nasal en tres tercios para fines estéticos y en cinco zonas desde el punto de vista funcional, más amplio.
Con respecto a la edad, no hay un límite, no obstante se lo que recomiendan los cirujanos, es realizar pruebas médicas si el paciente tiene entre 15 y 16 años, debido a que es la edad promedio en que se desarrolla el crecimiento del rostro.

## Consideraciones estéticas
Quizás fue Leonardo Da Vinci uno de los anatomistas más juiciosos y pioneros en el estudio de la armonía facial y nasal, puesto que sus preceptos casi permanecen inalterados hasta el día de hoy. Los conceptos de armonía facial nos ayudan fácilmente a identificar cuáles deben ser las características y dimensiones de una nariz estética y armónicamente aceptables para un rostro en particular. Para el análisis de la nariz consideramos fundamentalmente sus tres vistas o proyecciones básicas: de frente, de perfil, y base nasal.

### Vista de frente
Inicialmente se debe considerar el rostro como un todo que posee dos mitades aproximadamente iguales; la línea que divide el rostro en dos mitades debe pasar por la mitad de la raíz nasal, seguir todo el dorso nasal y dividir la punta nasal justo en dos partes iguales; esta primera consideración es útil a la hora de valorar desviaciones de la pirámide nasal. Igualmente con esta vista puede determinarse el ancho nasal ideal, el cual debe ser exactamente igual a la distancia que hay entre los ángulos oculares o puntos lacrimales más internos (distancia interocular). Esta última medida debe coincidir a su vez con el tamaño de los ojos.

### Vista de perfil

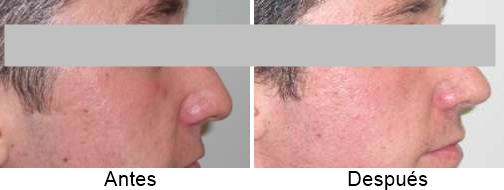
Vista de perfil de los resultados de una rinoplastia

Esta vista permite esencialmente valorar tres aspectos: el tamaño de la nariz, la forma del dorso y la rotación y proyección de la punta nasal. El tamaño ideal de la nariz para algunos anatomistas debe ser igual al tamaño de la longitud de la oreja; otra medida útil es dividir la cara es sus tres tercios (aproximadamente iguales): un tercio superior que va desde la línea de inserción del cabello hasta el punto más prominente de la unión naso-frontal (glabela), un tercio medio desde la glabela hasta el punto subnasal (donde nace o emerge la columna o columela nasal) y un tercio inferior desde el punto subnasal hasta el punto más inferior del mentón (llamado mentión). La forma del dorso nasal puede evaluarse trazando una línea desde la raíz nasal o radix (punto más deprimido de la unión naso-frontal hasta la punta nasal. Esta medición puede identificar anormalidades del dorso como gibas o jorobas o dorsos muy bajos. La rotación nasal hace referencia a la posición de la punta nasal con respecto al dorso nasal y puede evaluarse esencialmente con el ángulo naso-labial el cual en hombres debe ser entre 90.º a 95.º y en las mujeres entre 100.º a 110.º. La proyección nasal se refiere a qué tanto sobresale o se proyecta la nariz de la cara. La medida ideal de la proyección nasal a nivel de la punta corresponde a 0.67 veces la longitud nasal.

### Vista basal
La vista basal permite evaluar la forma de la punta nasal, la simetría de las narinas u orificios nasales. Idealmente la proyección de las líneas de la base nasal debe formar un triángulo equilátero, en donde 1/3 de la longitud de la base nasal corresponde al lóbulo nasal de la punta y los 2/3 restantes a la longitud de la columela.

### Evaluación prequirúrgica
En una o más consultas, el cirujano escuchará los deseos y expectativas del paciente con respecto a su nariz. Investigará la patología naso-sinusal o de otro tipo mediante el interrogatorio, la exploración física y la tomografía de nariz y senos paranasales, indispensable en la mayoría de los casos. Hará un análisis fotográfico y propondrá al paciente un plan quirúrgico, sin generar falsas expectativas. De igual forma, el cirujano referirá el paciente hacia el anestesiólogo para su correspondiente valoración. Es indispensable la valoración cuidadosa del paciente no solo desde el punto de vista estético, ya que lo ideal es que en un mismo tiempo quirúrgico se resuelvan tanto el aspecto estético como el funcional. Esto evitará futuras reintervenciones. El cirujano plástico podrá recurrir a la experiencia del otorrinolaringólogo y viceversa o a la de algún otro especialista afín. Es también en esta fase, donde se acuerdan los honorarios médicos  y los demás gastos generados por la cirugía (derechos de sala de cirugía, honorarios del anestesiólogo, etcétera).
El día de la cirugía, el paciente deberá presentarse con un ayuno de al menos ocho horas, en ropa cómoda sin joyas ni maquillaje y deberá evitar el consumo de medicamentos o sustancias que puedan alterar la cicatrización o generar un sangrado mayor de lo habitual (analgésicos, aspirina, ging seng, ginkgo biloba, vitamina E, entre otros).

### Anestesia
Puede ser anestesia local para algunos procedimientos  de categoría menor, o general.

## Abordaje e incisiones
Existen básicamente tres tipos de abordaje en rinoplastia: un abordaje abierto descrito por Rethy, que implica una cicatriz casi imperceptible en la mayoría de los casos a nivel de la base de la columela, otro abordaje cerrado descrito por Joseph en el cual todas las incisiones son endonasales y no presenta cicatrices externas. Existen además abordajes atípicos por vía bucal descrito por Calson, Bonnano y Convers, que elevan las estructuras cartilaginosas para reconstrucciones óseas del tercio medio de la cara y Verbauvede, que realiza la disección completa de las estructuras nasales que se utilizan para reconstrucciones nasales complejas en la cual pueden visualizarse todas las estructuras nasales en su conjunto.
Hoy por hoy la elección de los abordajes se hace de acuerdo a la preferencia del cirujano, y según el caso.
Las incisiones extramucosas son las que otorgan el mayor beneficio funcional y previene de las severas complicaciones respiratorias que pueden ocurrir tras la intervención, por daño de la válvula interna. La disección debe ser preferentemente en el plano del pericondrio para prevenir el edema postoperatorio.
Cuando la piel es delgada, se debe tener extremo cuidado en no dejar espículas de cartílago haciendo relieve, que luego serán visibles en la nariz.

## Modificación del dorso nasal
De acuerdo al análisis hecho por el cirujano previo a la cirugía, el dorso nasal requerirá aumento, disminución o alineación. Para su aumento es común el uso de injertos cartilaginosos tomados del septum nasal o, en ausencia de este, del cartílago de la oreja o de una costilla del propio paciente. Estos injertos se introducen a través de incisiones endonasales o vía externa según el tipo de abordaje y se ubican sobre el dorso para aumentar su volumen. Este tipo de procedimiento es practicado principalmente a pacientes con deformidades postraumáticas o quienes han sido sometidos a una rinoplastia previa con recesión excesiva de dorso. La disminución del dorso nasal es quizás el procedimiento más común: corresponde a la recesión de gibas o jorobas nasales que según su tamaño y conformación (cartilaginosas, óseas u osteocartilaginosas) se retiran por medio de bisturí, cincel o lima. La alineación del dorso nasal se realiza a través de fracturas dirigidas (osteotomías) en la bóveda ósea, que tienen por objeto reacomodar en la línea media la pirámide nasal.

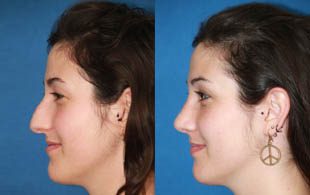
Diferencias en la nariz operada

## Modificaciones de la punta nasal
Este paso constituye el más crítico y difícil de toda la cirugía y por ende es el que mayor experiencia y sensibilidad artística requiere por parte del cirujano. Existe una gran cantidad de procedimientos para modificar la forma, la rotación y la proyección de la punta nasal. La aplicación de uno u otro dependerá del análisis previo, el plan quirúrgico y los hallazgos intraoperatorios. Sea cual fuere el método utilizado, el objetivo es dejar una punta nasal armoniosa con el resto de la nariz y el rostro del paciente y con una apariencia natural, que no luzca como operada.
Entre las nuevas técnicas implantadas a nivel mundial destaca la detallada por el Dr. Rodríguez-Camps, en la Revista Cirugía Plástica Ibero-latinoamericana, para el tratamiento de la punta nasal difícil ¿qué ventajas introduce esta rinoplastia? ¿Qué resultados mejora?
El tratamiento de la punta nasal es seguramente lo más complejo de la rinoplastia. Y si la punta es especialmente difícil, la rinoplastia se complica más. Esta técnica está basada en el refinamiento y la belleza de la punta nasal para casos extremadamente complejos de puntas rotas, asimétricas, distorsionadas, anchas, globulosas y achatadas. Consiste en la eliminación de toda la estructura cartilaginosa del vértice malformada o destruida, siendo posteriormente sustituida por tejido blando, llamado fascia temporal. De este modo, se consigue un vértice nasal suave, tanto a la vista como al tacto, sin picos ni aristas antiestéticos.

## Procedimientos concomitantes
Es frecuente que la rinoplastia se acompañe de otro u otros procedimientos que busquen mejorar la función nasal. Dentro de ellos se cuenta la modificación de la forma del septum nasal con el ánimo de corregir desviaciones septales que causen obstrucción o deformidad nasal. Conviene, por lo tanto, hacer un correcta valoración de la función nasal antes de programar la cirugía —rinoplastia, septorrinoplastia con o sin intervención de otras zonas intranasales—, ya que de otro modo, si solo se realizan maniobras parciales para mejorar la función nasal, frecuentemente el paciente se verá en la necesidad de una segunda intervención por el otorrinolaringólogo. 
Otro procedimiento que puede acompañar una rinoplastia o una septorrinoplastia es la rinomodelación, la realización de pequeñas modificaciones de la nariz con sustancias absorbibles y la turbinoplastia, la modificación de la forma y/o tamaño de los cornetes inferiores cuando estos generan obstrucción nasal. La turbinoplastia o cirugía de los senos paranasales se puede realizar en el mismo acto operatorio con el ánimo de restablecer la función correcta y la armonía anatómica de la unidad naso-sinusal en la mayoría de los casos.

## Vendajes y tapones
Una vez finalizada las modificaciones a la nariz y suturadas las incisiones realizadas, se colocan en las fosas nasales unos u otros tipos de tapones que tienen por objeto mantener la estabilidad de la pirámide nasal y evitar un sangrado nasal en el postoperatorio. En la actualidad, es posible conseguir tapones modificados que tienen en conducto en el centro los cuales permiten al paciente seguir respirando nasalmente a pesar de estar taponados. La férula y el vendaje nasal se colocan sobre el dorso y la punta nasal y tienen como función mantener y preservar los cambios realizados en la cirugía mientras inicia la fase de curación postquirúrgica. Su efectividad es relativa, pero hay consenso positivo en  favor de su utilización.
En algunos casos seleccionados, es posible no dejar tapones mediante la sutura de ambos colgajos mucopericóndricos. Esto se hace habitualmente con una sutura continua de material absorbible.
La rinoplastia ultrasónica elimina la necesidad de tapones nasales tradicionales. Mediante la utilización de un dispositivo ultrasónico, se realizan cortes controlados y selectivos sobre el hueso nasal con mínimo traumatismo y sangrado durante la intervención, no siendo necesario el taponamiento nasal

## Complicaciones de una rinoplastia
Durante una rinoplastia pueden surgir complicaciones dado que el acceso a la región nasal es limitado, debido a esto la rinoplastia es una de las cirugías faciales más exigentes. Entre algunas complicaciones tenemos:
- Obstrucción nasal
- Sangrado después de la cirugía (puede requerir taponamiento nasal para su control)
- Vasos sanguíneos rotos
- Infección
- Resultado insatisfactorio

Además, algunos pacientes pueden experimentar disminución temporal de la sensibilidad en la zona nasal, especialmente en la punta, debido a la manipulación de terminaciones nerviosas. Esta alteración suele revertirse en pocas semanas o meses. También se han reportado casos de pérdida parcial del olfato de forma transitoria, y en raras ocasiones, de manera permanente. 
En ciertos casos, puede ser necesaria una cirugía de revisión si el resultado funcional o estético no es el esperado. Las probabilidades de requerir una segunda intervención se estiman entre un 5 % y un 15 %, dependiendo del tipo de rinoplastia y las características del paciente.
Asimismo, aunque poco frecuente, existe el riesgo de reacción adversa a la anestesia, que puede incluir desde náuseas hasta complicaciones cardiovasculares leves.

### Postoperatorio
El paciente puede ser dado de alta una vez que los efectos residuales de la anestesia hayan pasado, típicamente 3-6 horas después.
Durante los primeros días tras la intervención, el paciente debe mantener un reposo relativo, en posición semisentado, ingiriendo abundantes líquidos (debido a la sequedad oral que produce la respiración oral) y tomando los analgésicos y demás medicamentos prescritos. 
La alimentación puede ser normal según la tolerancia del paciente. El momento de retirar el taponamiento varía según el modo de hacer de cada cirujano (entre 3 horas y 5 días dependiendo del tipo de intervención). Conviene reajustar la férula al vendaje nasal a medida que disminuya la inflamación y este se afloje (típicamente a los 3 días y a la semana). A partir del momento en el que se retire el taponamiento es conveniente la aplicación periódica de suero salino fisiológico para mantener una mejor higiene.
La férula y el vendaje nasal se dejarán por espacio de 1 a 3 semanas, posterior a lo cual la piel de la nariz deberá protegerse con fotoprotectores y someterse a masajes si se detectan recidivas de una desviación del dorso nasal.
El dolor se maneja con analgésicos comunes como ibuprofeno, paracetamol o diclofenaco. En general, no es un postoperatorio doloroso. La principal molestia radica en tener la nariz obstruida los primeros días.

## Nuevas tecnologías: rinoplastia ultrasónica
En la rinoplastia tradicional se utilizan herramientas como los osteotomos, escoplos y martillo. Estas herramientas producen presión al ser usadas, lo que puede conllevar mayor hinchazón, edemas y moratones durante el postoperatorio.
La rinoplastia ultrasónica es una nueva tecnología basada en un instrumental ultrasónico que permite remodelar los huesos nasales sin romperlos y de forma menos traumática, ya que no daña ni los vasos sanguíneos ni el tejido blando que recubren el hueso. De esta manera, se reduce la hinchazón y los moratones que ocasionan los métodos tradicionales.

## Alternativas
Existen opciones alternativas a una rinoplastia. Estas operaciones no alteran la estructura de la propia nariz, pero sí modifican su aspecto visual, como la rinomodelación. Se trata de un tratamiento de medicina estétíca que emplea las inyecciones de ácido hialurónico para rellenar los desniveles o malformaciones de la nariz, haciéndola atractiva a la vista. 
Con este tratamiento la nariz siempre se hace más grande, ya que se realiza con técnicas de infiltración, es decir, de relleno; y esto significa aumento. Y es temporal, pues todos los productos se reabsorben más o menos en un año.
Si tu nariz es sensiblemente pequeña o tiene algún defecto superficial puede estar indicado este procedimiento.
Es una buena opción para aquellos que deseen eliminar los riesgos derivados de una intervención quirúrgica, o que antes de modificar su nariz de forma permanente con la rinoplastia, desean ver cual sería el posible resultado. Además es un procedimiento mucho más barato que la rinoplastia tradicional.